# Dominik Kaiser
Dominik Kaiser, né le 16 septembre 1988 à Mutlangen, est un footballeur allemand, qui évolue au poste de milieu relayeur.

## Statistiques

### Palmarès
Vice Champion d'Allemagne en 2017 avec Leipzig